# Solomillo Wellington

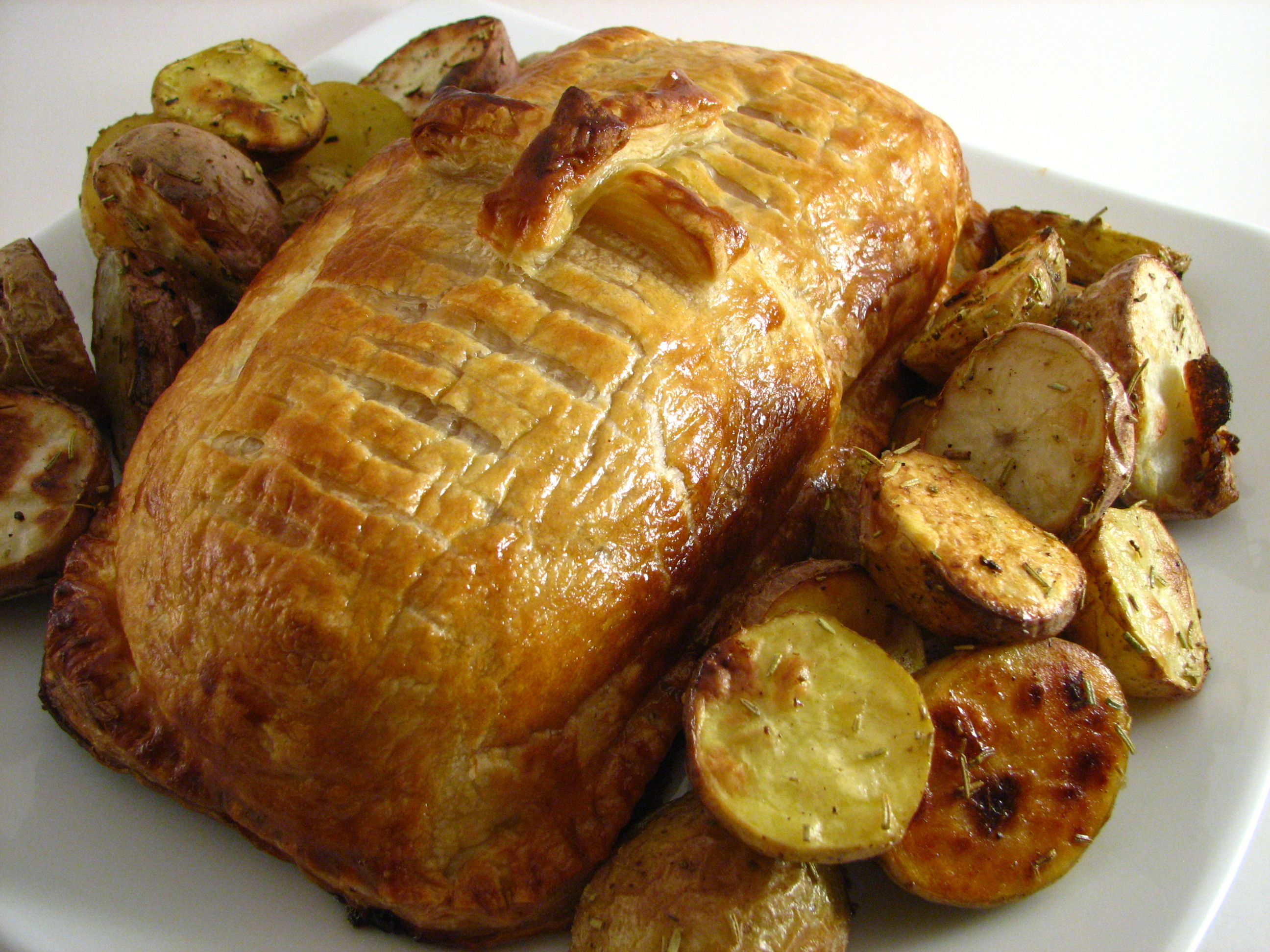
Buey Wellington.

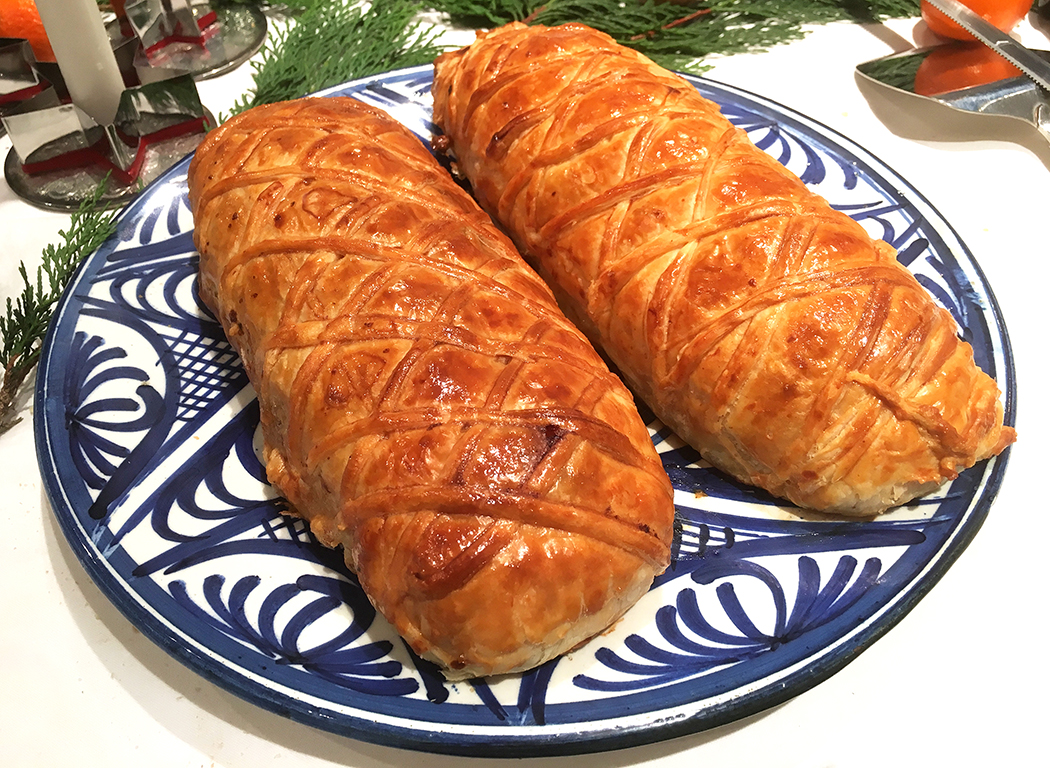
Solomillo Wellington

El solomillo o buey Wellington es una forma de preparar el lomo de buey cubierto con paté (a menudo paté de fuagrás) y duxelle, envuelto luego en lonchas de jamón y hojaldre, y horneado. Algunas recetas incluyen envolver la carne cubierta en un crêpe para retener la humedad y evitar que el hojaldre se humedezca.
Puede envolverse y cocerse un lomo entero, que luego se corta en rodajas para servirlo, o bien puede cortarse el lomo en rodajas individuales antes de envolverlas y hornearlas. Pueden añadirse muchas especias para mejorar el sabor, como por ejemplo curry, pimienta de Jamaica, cualquier mezcla de especias para parrilla o jengibre.
Por su delicada elaboración y mezcla de elementos es uno de los platos más difíciles de cocinar en la gastronomía mundial. 

## Nombre
El origen del nombre no está claro. Hay teorías que sugieren que alude a Arthur Wellesley, primer duque de Wellington. Otras van más allá y sugieren que se debería a que fue aficionado a un plato de carne de vacuno, trufas, setas, vino de Madeira y paté cocido dentro de masa, pero no hay pruebas que permitan asegurarlo. Además de la falta de pruebas que relacionen este plato con el famoso duque, la primera receta registrada que lleva este nombre apareció en un libro de cocina de 1996. Otras versiones simplemente atribuyen el nombre a un cocinero patriótico que habría querido dar un nombre inglés a la variante local del filet de boeuf en croûte francés durante las Guerras Napoleónicas. Otra teoría más es que el plato no habría sido llamado por el duque en sí, sino más bien porque su acabado tenía cierto parecido con las botas militares marrones brillantes que recibieron su nombre de él.
A veces se usa informalmente el término «Wellington» para describir otros platos en los que la carne se cuece en un hojaldre, siendo las variantes más comunes el solomillo Wellington, la salchicha Wellington, el cordero Wellington y el salmón Wellington.

## Preparación
Ingredientes para 4 personas
1. 400 g Lomo de buey o porcino
2. 50 g hongos secos
3. 100 g tocineta ahumada
4. 1 cucharada de mostaza dijón
5. 50 cm³ de oporto
6. 50 cm³ de vino tinto
7. 10 cm³ de aceite
8. 50 g mantequilla
9. 500 g masa de hojaldre
10. yemas para pintar (cantidad a definir por quien prepara el plato)

Preparación
Para el lomo:
- Condimentar el lomo.
- Sellar el lomo, en este caso, el punto de cocción es bleu.
- Reservar sobre una grilla para enfriar la pieza y permitir la estabilización de los jugos.
- La cocción final se realizará luego, una vez terminado el armado del Wellington.

Para el relleno
- Dorar y desgrasar la tocineta en sartén.
- Agregar los champiñones y hongos.
- Cocinar unos minutos.
- Desglasar con oporto y reducir a seco.
- Enfriar y reservar el relleno.

Para el armado del Wellington
- Untar el lomo con la mostaza.
- Disponer el rectángulo de hojaldre en la placa de cocción.
- Pintar con huevo y disponer el relleno en el centro. Luego el lomo y más relleno encima. Cerrar el hojaldre dejando las costuras por debajo y las puntas bien cerradas también.
- Cocinar al horno por 15-20 minutos a 180 °C

Salsa para el Lomo Wellington
Ingredientes
- Tocineta ahumada, 150 g
- Azúcar, 10 g
- Vino tinto, 100 cm³
- Vermú rojo, 50 cm³
- Salsa demiglace, 100 cm³
- Bulbo de hinojo, 2 unidades

Procedimiento
Dorar y desglasar en sartén la tocineta. Agregar el azúcar y caramelizar. Desglasar con el vermú y el vino tinto. Reducir a un 50%. Agregar la demiglace y por último cocinar y llevar a punto de salsa.